# 中尾孝義
中尾 孝義（なかお たかよし、1956年2月16日 - ）は、兵庫県加西郡北条町（現：加西市）出身の野球評論家・元プロ野球選手（捕手）・コーチ・監督・スカウト。所属先は株式会社レガシージャパン。
愛称は「一休さん」。

## 経歴

### 生い立ち
生家は豆腐の販売・製造から稲作、養豚も手掛けていた農家。姉との二人姉弟。子供のころは阪神ファンだった。加西市立北条小学校3年生の時からソフトボールを始める。
加西市立北条中学校へ入学し野球部に入る。1年生の時は三塁手、2年生で三塁手兼投手、3年生になりエースで4番を務めた。当時の同中学校には陸上部が無かったため市の陸上競技大会に走り幅跳びと砲丸投げの選手として駆り出され、ともに優勝を果たした。東播大会では走り幅跳び優勝・砲丸投げ3位で県大会に進出している。
中学卒業を間近に控えたころ、進学先の候補として、中学教師の紹介で三田学園高校野球部監督の日下隆と面会するも「自分は今年（1970年）限りで三田学園を去るから」ということで、改めて日下から滝川高校野球部監督の吉本宗泰を紹介され、最終的に滝川高を進学先に決める。

### 高校時代
滝川高では、吉本監督に投手は無理と判断され、肩の強さから外野手に配置される。2年生からは、監督の指示により未経験だった捕手に転向。3年生の1973年には三番打者、捕手として夏の甲子園県予選の決勝に進出するが、進学時に誘いのあった東洋大姫路に惜敗し甲子園出場を逸する。2年下のチームメートに中堅手の島田芳明がいた。中尾と同学年のエース・江川卓を擁する作新学院との練習試合では、練習ということから江川は直球のみで勝負するも三振の山を築く。しかし中尾だけはファウルで何球も粘り、根負けした江川がカーブを投じ、タイミングを外された中尾は三振。このことから「江川にカーブを投げさせた男」として中尾は同校で語り継がれた。
1974年、江川らとともに慶應義塾大学を受験するも不合格となる。彼らとは、3年生の9月から毎週末に東京で受験に備えた勉強会で顔を合わせる仲だった。江川はその後法政大学2部へ進学し、中尾は上京して浪人の道を選ぶ。
1975年も再び慶大を受験したが、再度不合格となった。2浪は選択せず高校監督の出身校である専修大学へ入学。

### 大学時代
東都大学野球リーグ通算97試合出場、353打数106安打、打率.300、13本塁打、59打点、ベストナイン4回選出。
1975年には第11回アジア野球選手権大会日本代表となる。大学の監督であった小林昭仁が日米大学野球の遠征時、現地でつばのない捕手用ヘルメットを入手し使用したことで「一休さん」の愛称がついた。
1978年春季リーグでは、同期の堀田一彦や1年生の山沖之彦ら強力投手陣とバッテリーを組み、25季ぶりの優勝に貢献。最高殊勲選手に選ばれた。同年の大学選手権では、決勝で明大に敗れ準優勝。
1977年から2年連続で日米大学野球選手権大会日本代表に選出された。なお、中日時代の応援歌の原曲となったのは大学応援歌「スター専修」であった。大学3年時に当時4年生であった江川の球を捕手として受けた際は、江川の球を受けられることにいたく喜んだ一方で「あれっ??こんなに遅くなっている」と既に江川が全盛期を過ぎていると痛感した。
大学3年の時点でプリンスホテル（当時はまだ野球部の創立前）から勧誘があり、両親もプロ入りに反対だったため、プリンスホテル入社はほぼ決定的だった。一方、大学時代の活躍からドラフト会議で指名される可能性もあり、特に中日からは熱心な誘いがあった。ドラフト直前には両親もプロ入りに賛成していたが、専修大とプリンスホテルの関係悪化も懸念し、そのまま同社へ入社することになった。

### 社会人時代
大学卒業後は、堀田や大学受験の仲間であった堀場秀孝とともにプリンスホテルへ入社。野球部1期生ということもあり、専修大の合宿所を出てから正式入社までの間は新宿プリンスホテルに部屋を用意された。ホテル内なら食事無料、さらに小遣いの支給など破格の待遇を受ける。ただし、入社時研修ではベッドメイキングやテーブルマナーなど、ホテルマンとしての基礎をきっちり叩き込まれたという。
1979年、都市対抗に熊谷組の補強選手として出場。中心打者として勝ち進み、1回戦の大倉工業戦、2回戦の新日鐵大分戦、3回戦の東芝府中戦と3戦連続で本塁打を放つ。決勝の三菱重工広島戦では2打席連続本塁打を放つが、9回に逆転され準優勝にとどまる。中尾は補強選手ながら奮闘が認められ久慈賞を獲得。同年の第4回インターコンチネンタルカップ日本代表に選出され準優勝に貢献した。
1980年にはプリンスホテルを悲願の都市対抗初出場に導くが、2回戦の新日鐵釜石戦で延長13回の末に敗退。同年には日本で開催された第26回アマチュア野球世界選手権日本代表に選出され、銅メダル獲得に貢献している。プリンスホテルのチームメートには住友一哉、石毛宏典、金森栄治などがいる。
1980年のドラフト会議では西武ライオンズから石毛宏典（1位指名）に次ぐ2位指名の話もあったが、先に1位で指名した中日ドラゴンズへ入団。前述の通り、中日からは2年前にも「1位で指名する」との打診を受けており、2年越しのラブコールが実った。

### プロ野球選手時代

#### 中日ドラゴンズ時代
1981年当時、正捕手である木俣達彦がブロックなどのプレーに消極的という情報を得ると、他球団OBに助言を求めるなどして守備を磨く。走攻守とも高い能力を発揮し、開幕1ヶ月後には正捕手の座を奪取して116試合に出場。
1982年からは完全な正捕手となり、内角を徹底的に突くリードで投手陣を牽引。前年6勝の都裕次郎が自己最多の16勝で最高勝率を獲得し、2勝0Sであった牛島和彦が7勝17S、2年目の郭源治が9勝を挙げるなど好成績を残した。守備でもブロック・バント処理などでたびたびチームを助けた。打率.282、18本塁打、47打点、さらに7盗塁、盗塁阻止率.429、盗塁を刺した数42と、全て2位に大差をつけ、8年ぶりのリーグ優勝に貢献。西武との日本シリーズに敗退したものの、全6戦で先発マスクを被り、24打数9安打、打率.375で優秀選手賞を受賞。同年はオールスターゲームに初出場したほか、シーズン終了後にセントラル・リーグの捕手として初のMVPに輝き、ベストナイン、ダイヤモンドグラブ賞にも選出された。
1983年以降は故障が多く、正捕手の座を維持できないシーズンが続いた。なお1983年3月26日、対阪急ブレーブスのオープン戦前に故郷の加西市から市民栄誉賞第1号表彰を受けている。
1984年のオールスターには、リーグ監督推薦選手として2年ぶり2度目の出場。7月24日の第3戦（ナゴヤ）では巨人からの監督推薦選手であった江川とバッテリーを組み、江川による8者連続奪三振に貢献。
1987年には、ルーキーイヤーから2年間バッテリーを組んだ星野仙一が監督に就任。
1988年、外野手へ転向。前年に生じたコーチとの軋轢により「こんな状況では捕手やれません」と星野に直談判してのコンバートであった。中尾の後任には高卒4年目の中村武志が正捕手として抜擢された。西武との日本シリーズ第1戦（10月22日、ナゴヤ）でライナーで飛び出し、翌23日の第2戦では懲罰的にベンチからも外された。シーズン終了後、捕手陣の強化を目指す巨人は、中日に対し中尾の獲得を打診。中尾も捕手にこだわり続けていたことから、西本聖・加茂川重治とのトレードで巨人に移籍した。

#### 読売ジャイアンツ時代
1989年から捕手へ復帰。自身と同年齢でリーグMVPの経験者でもある山倉和博から開幕スタメンを勝ち取ると、前年にカムバック賞を受賞した有田修三も抑えて正捕手の座を奪う。新天地でも強気のリードで投手陣を牽引し、才能がありながらも伸び悩んでいた斎藤雅樹に「インコースをもっと使え」とアドバイス。さらに「絶対に構えたところに投げろとは言えない。内角付近でいい。」と斎藤の心理的負担を軽減させた。この年の斎藤は11試合連続完投勝利を含む20勝を挙げリーグMVPを獲得。斎藤をエースとして一本立ちさせただけでなく、古巣の中日戦では小松辰雄を相手に打撃で好成績を残した。チーム防御率が12球団トップの2.56を記録し、2年ぶりのリーグ優勝と8年ぶりの日本シリーズ制覇に貢献。同年のオールスターではファン投票選出で5年ぶりの出場を果たし、7年ぶりにベストナイン・ゴールデングラブ賞にも選出される。中日の投手として20勝を挙げたトレード相手の西本とともに、カムバック賞を受賞。出場試合数・打撃成績ともに前年を下回ったが、外野手にコンバートされたのち再び捕手を務め、巨人の投手陣をリードした活躍が評価された。現在に至るカムバック賞受賞者の中でも異色の人選となった。
1990年以降は有田が移籍、山倉が引退するも度重なる故障の間に、高校の後輩である村田真一など若手の台頭で一軍公式戦への出場機会が減り続けた。1992年のシーズン途中、大久保博元とのトレードで西武ライオンズに移籍。

#### 西武ライオンズ時代
西武移籍後は再び外野も守るようになったが、出番はさらに減少。
1993年6月11日、オリックス戦（西武）で延長11回に代打として出場。星野伸之から移籍後初安打となるサヨナラ本塁打を放つ。ヤクルトとの日本シリーズでは10月24日の第2戦（西武）で途中出場するが、シリーズ終了後に戦力外通告を受ける。同年引退。

### 現役引退後
引退後は西武で編成担当（1994年）→二軍打撃兼バッテリーコーチ（1995年）→一軍バッテリーコーチ（1996年）→二軍バッテリーコーチ（1997年 - 1998年）。
台湾CPBL・三商で春季キャンプ臨時バッテリーコーチ→総合コーチ→監督（1999年）。
横浜二軍「湘南シーレックス」バッテリーコーチ（2000年 - 2001年）。
オリックス二軍「サーパス神戸」監督兼打撃コーチ（2002年）→一軍ヘッド兼バッテリーコーチ（2003年 - 同年6月8日）、編成（2003年6月8日　- シーズン終了まで）。
阪神二軍打撃コーチ（2004年）→二軍バッテリーコーチ（2005年 - 2006年）→編成部イースタン・リーグ担当（2007年 - 2008年）→関東地区担当スカウト（2009年 - 2016年）を務めた。
西武時代は当初二軍を担当したものの、1995年オフに毒島章一一軍総合コーチが成績不振の引責というかたちで退任し、後任に大石友好一軍バッテリーコーチがスライドしたため一軍に昇格。1997年、須藤豊を一軍ヘッドコーチに招聘したため、大石が一軍バッテリーコーチに復帰したことで再び二軍に配置転換された。捕手は1996年に高木大成、1997年に和田一浩が入団したが、正捕手の伊東勤が健在であった。片手でホームランが打てるパンチ力のある和田に「捕手やってたら試合に出られないからコンバートしてもらえ」とアドバイスしている。1998年シーズン終了後、球団から来季の契約はしないと告げられた。
西武退団後、中日時代のコーチだった横浜・権藤博監督に連絡するが良い返事は得られなかった。しばらく経過したのち、権藤の知人だという球界関係者（永谷修）から台湾球界勧誘の電話を受け、おもしろそうに感じた中尾は数日後に「行きます」と返答。1999年1月から台湾へ渡り、三商タイガース春季キャンプ臨時バッテリーコーチに就任。到着時には台北の空港で通訳とマネジャーから出迎えを受け、国内線を乗り継いで向かったキャンプ地の台東ではささやかな歓迎会を開いてくれた。下戸の中尾は多量の台湾茶を飲んだことで眠れなくなり、一睡もせず翌日の練習に参加。バッテリーコーチとして参加のはずが、キャンプ中の陳友彬監督から「バッテリーのことだけじゃなくて、打撃のこと、守備のこと、なんでもいいから中尾さんが知っていること全部教えて」と依頼を受ける。本来はキャンプ終了時点で帰国予定だったが、球団代表から「このままシーズンもコーチとして残ってください」と延長を打診され、迷いなく承諾。キャンプ終了後は台北へ戻り、開幕までの練習期間はホテル暮らしだったが、開幕後は球団が用意（家賃も全額補助）した2DKのマンションで生活を送った。単身赴任中の中尾には幼い子どもがおり、春・夏休みなどは共に滞在できるよう広めのマンションだった。
開幕時には成り行きで「総合コーチ」の肩書が付いたが、最下位争い常連のチームで意識の低い選手が多く、彼らは日本からやって来てあれこれ指示をする中尾に不満を抱いていた。中尾のサインをあえて無視したり、注意をしても言い訳ばかりする選手もいた。そして、6月の試合前にはその選手に暴力を振るってしまう。それが運悪く球団代表に目撃され、1週間後に代表から呼び出され状況説明することになったが、同26日に前監督の更迭を受け監督に昇格。監督就任後は好調をキープするなどチームの再建に成功したが、9月に発生した921大地震の影響でシーズンは休止。この間は球団経営を助けるため、台北にあるそごう前で球団グッズの販売を行ったこともある。シーズン再開後も大きく崩れることなく、監督就任後の勝率が5割以上だったこともあり、代表から「来年も監督でお願いします」と契約延長を告げられ11月3日帰国。しかし、1週間後に通訳から「中尾さん、今年でこのチームはなくなっちゃいます。解散です」との一報が入る。原因は球団の赤字経営が921大地震によってさらに悪化したためであった。
横浜の権藤監督に連絡すると「2軍のバッテリーコーチで来い」と打診を受けた。横浜の2軍は2000年から湘南シーレックスと命名され、西武の編成で世話になった日野茂が監督をしていた。相川亮二、鶴岡一成、新沼慎二らを指導。権藤の後任として森祇晶が新監督に就任し、1年後「来年は契約しない」と告げられる。
2001年オフシーズン、オリックスの監督に就任したプリンスホテルの同期である石毛宏典から「2軍の監督をやってくれ」と電話で打診を受けた。寮に住み、毎日夜間での室内練習を行った。中尾は「だが、育成は難しかった。オリックスはイチローがシアトル・マリナーズへ去った00年オフから契約金なしの選手をたくさん獲ってきたが、育てるのには時間がかかる。即戦力にはならず、これはという選手は少なかった。1軍の戦力も厳しかった。田口壮がFA宣言してセントルイス・カージナルスに入団。前年11勝を挙げた加藤伸一もFAで近鉄へ。同じく38本塁打のジョージ・アリアスも引き留められず阪神へ移った。それなのに補強はほとんどなく50勝87敗3分け。阪急時代以来の39年ぶりの最下位に沈んだ。球団の方を向いているコーチと石毛のコミュニケーションもうまくいってなかった。」と述べている。2003年、1軍ヘッド兼バッテリーコーチとなったが、石毛は開幕20試合、7勝12敗1分けとなった4月23日時点で解任。球団が連れてきた新外国人の処遇を巡っての対立が原因だった。共に辞める決断をするも、打撃コーチのレオン・リーが慰留したため残ったが結局6月8日に解任された。解任理由として、当時の球団本部長だった矢野清は「成績不振が直接の原因ではなく、ヘッドコーチとしての役割を果たしていなかった」と発言。「あまりストレスがたまらない方だが、このときばかりはさすがに参った。その後は編成を手伝ってオフに退団した」と述べている。
阪神の監督就任直後の岡田彰布から「2軍の打撃コーチどうですか？」と連絡を受ける。中尾は「岡田とは大学時代、日米大学野球でプレーした仲だが、前任者の星野仙一さんが推薦してくれたのだと思う。めちゃくちゃうれしかった。子供の頃から大好きだった阪神。現役時代は縁がなかったがタテジマのユニフォームを着られるのだ。」と述懐した。二軍打撃コーチとして桜井広大、二軍バッテリーコーチとして狩野恵輔を指導。スカウトに転じてからは原口文仁、岩崎優などの獲得に尽力。阪神退団後の2017年には、日本学生野球協会から、2月7日付で学生野球資格回復に関する適性が認定された。高校・大学の硬式野球部に所属する選手への指導が可能となり、3月上旬から専大北上高の監督に就任。2019年に同校監督を退任。
中尾のその後は、評論家活動に加えて2024年の報道では慶應義塾大学野球部の外部コーチとして活動しており清原和博の長男を4年間指導して指名漏れについてもコメントしたことが報じられた。それ以外ではYOUTUBEの「ピカイチ名古屋チャンネル」や多くのプロOBのチャンネルにも度々ゲスト出演している。

## 選手としての特徴・人物
“走攻守”3拍子揃った捕手。当時としては珍しい「走れる捕手」で、俊足強肩とインサイドワーク、プロ通算5シーズンの二桁本塁打を記録した高い打撃力が持ち味。常に全力を尽くしたプレーから、故障が絶えない選手だった。
ツバのない丸型の捕手専用ヘルメットをプロ野球で初めて導入した選手である。
谷繁元信は、典型的な捕手体型で鈍重な捕手像の『ドカベン』の山田太郎より捕手体型ではない機敏な捕手像の中尾を理想としていた。

## 詳細情報

### 年度別打撃成績
| 年 度      | 球 団      | 試 合 | 打 席 | 打 数 | 得 点 | 安 打 | 二 塁 打 | 三 塁 打 | 本 塁 打 | 塁 打 | 打 点 | 盗 塁 | 盗 塁 死 | 犠 打 | 犠 飛 | 四 球 | 敬 遠 | 死 球 | 三 振 | 併 殺 打 | 打 率 | 出 塁 率 | 長 打 率 | O P S |
| ---------- | ---------- | ----- | ----- | ----- | ----- | ----- | -------- | -------- | -------- | ----- | ----- | ----- | -------- | ----- | ----- | ----- | ----- | ----- | ----- | -------- | ----- | -------- | -------- | ----- |
| 1981       | 中日       | 116   | 319   | 288   | 37    | 70    | 11       | 2        | 5        | 100   | 26    | 7     | 6        | 9     | 3     | 19    | 2     | 0     | 52    | 10       | .243  | .287     | .347     | .634  |
| 1982       | 中日       | 119   | 434   | 394   | 47    | 111   | 12       | 2        | 18       | 181   | 47    | 7     | 2        | 6     | 6     | 28    | 7     | 0     | 61    | 3        | .282  | .325     | .459     | .784  |
| 1983       | 中日       | 92    | 301   | 262   | 36    | 64    | 8        | 0        | 16       | 120   | 43    | 4     | 2        | 7     | 2     | 29    | 13    | 1     | 40    | 10       | .244  | .320     | .458     | .778  |
| 1984       | 中日       | 76    | 237   | 208   | 35    | 67    | 14       | 1        | 12       | 119   | 35    | 5     | 1        | 6     | 1     | 22    | 4     | 0     | 35    | 1        | .322  | .385     | .572     | .957  |
| 1985       | 中日       | 72    | 227   | 208   | 31    | 59    | 9        | 1        | 11       | 103   | 29    | 3     | 1        | 1     | 0     | 17    | 5     | 1     | 31    | 6        | .284  | .341     | .495     | .836  |
| 1986       | 中日       | 98    | 318   | 294   | 42    | 70    | 14       | 2        | 9        | 115   | 20    | 2     | 3        | 1     | 1     | 20    | 4     | 2     | 63    | 9        | .238  | .290     | .391     | .681  |
| 1987       | 中日       | 94    | 299   | 275   | 34    | 80    | 11       | 3        | 16       | 145   | 40    | 4     | 0        | 5     | 2     | 15    | 4     | 2     | 49    | 6        | .291  | .330     | .527     | .857  |
| 1988       | 中日       | 95    | 285   | 256   | 29    | 67    | 15       | 3        | 7        | 109   | 35    | 5     | 2        | 10    | 3     | 14    | 0     | 1     | 45    | 3        | .262  | .299     | .426     | .725  |
| 1989       | 巨人       | 87    | 271   | 237   | 22    | 54    | 6        | 2        | 5        | 79    | 27    | 6     | 2        | 6     | 4     | 23    | 10    | 1     | 41    | 9        | .228  | .294     | .333     | .628  |
| 1990       | 巨人       | 56    | 135   | 114   | 17    | 29    | 2        | 0        | 7        | 52    | 18    | 0     | 0        | 2     | 4     | 14    | 4     | 0     | 20    | 3        | .254  | .326     | .456     | .782  |
| 1991       | 巨人       | 31    | 59    | 53    | 5     | 14    | 2        | 1        | 1        | 21    | 5     | 1     | 2        | 0     | 0     | 3     | 0     | 3     | 10    | 3        | .264  | .339     | .396     | .735  |
| 1992       | 巨人       | 5     | 22    | 20    | 2     | 6     | 0        | 2        | 1        | 13    | 5     | 0     | 0        | 0     | 0     | 2     | 0     | 0     | 4     | 0        | .300  | .364     | .650     | 1.014 |
| 1992       | 西武       | 9     | 13    | 12    | 0     | 0     | 0        | 0        | 0        | 0     | 1     | 0     | 0        | 0     | 1     | 0     | 0     | 0     | 4     | 0        | .000  | .000     | .000     | .000  |
| '92計      | 西武       | 14    | 35    | 32    | 2     | 6     | 0        | 2        | 1        | 13    | 6     | 0     | 0        | 0     | 1     | 2     | 0     | 0     | 8     | 0        | .188  | .229     | .406     | .635  |
| 1993       | 西武       | 30    | 34    | 32    | 3     | 8     | 2        | 0        | 1        | 13    | 4     | 1     | 0        | 0     | 0     | 1     | 0     | 1     | 8     | 1        | .250  | .294     | .406     | .700  |
| 通算：13年 | 通算：13年 | 980   | 2954  | 2653  | 340   | 699   | 106      | 19       | 109      | 1170  | 335   | 45    | 21       | 53    | 27    | 207   | 53    | 12    | 463   | 64       | .263  | .317     | .441     | .758  |

### 年度別守備成績
| 年 度      | 球 団      | 捕手  | 捕手  | 捕手  | 捕手  | 捕手  | 捕手  | 捕手     | 捕手     | 捕手     | 捕手     | 捕手     | 外野  | 外野  | 外野  | 外野  | 外野  | 外野     |
| 年 度      | 球 団      | 試 合 | 刺 殺 | 補 殺 | 失 策 | 併 殺 | 捕 逸 | 守 備 率 | 企 図 数 | 許 盗 塁 | 盗 塁 刺 | 阻 止 率 | 試 合 | 刺 殺 | 補 殺 | 失 策 | 併 殺 | 守 備 率 |
| ---------- | ---------- | ----- | ----- | ----- | ----- | ----- | ----- | -------- | -------- | -------- | -------- | -------- | ----- | ----- | ----- | ----- | ----- | -------- |
| 1981       | 中日       | 107   | 440   | 64    | 6     | 10    | 8     | .988     | 80       | 44       | 36       | .450     | 5     | 3     | 1     | 0     | 0     | 1.000    |
| 1982       | 中日       | 119   | 729   | 76    | 8     | 13    | 12    | .990     | 98       | 56       | 42       | .429     | -     | -     | -     | -     | -     | -        |
| 1983       | 中日       | 87    | 503   | 63    | 10    | 11    | 6     | .983     | 97       | 67       | 30       | .309     | -     | -     | -     | -     | -     | -        |
| 1984       | 中日       | 68    | 355   | 35    | 4     | 6     | 4     | .990     | 37       | 20       | 17       | .459     | -     | -     | -     | -     | -     | -        |
| 1985       | 中日       | 70    | 348   | 26    | 5     | 8     | 4     | .987     | 44       | 31       | 13       | .295     | -     | -     | -     | -     | -     | -        |
| 1986       | 中日       | 97    | 524   | 35    | 5     | 7     | 1     | .991     | 43       | 30       | 13       | .302     | -     | -     | -     | -     | -     | -        |
| 1987       | 中日       | 87    | 466   | 52    | 3     | 9     | 3     | .994     | 53       | 32       | 21       | .396     | -     | -     | -     | -     | -     | -        |
| 1988       | 中日       | -     | -     | -     | -     | -     | -     | -        | -        | -        | -        | -        | 73    | 94    | 3     | 0     | 2     | 1.000    |
| 1989       | 巨人       | 86    | 517   | 44    | 2     | 6     | 3     | .996     | 62       | 41       | 21       | .339     | -     | -     | -     | -     | -     | -        |
| 1990       | 巨人       | 55    | 271   | 11    | 1     | 2     | 2     | .996     | 23       | 18       | 5        | .217     | -     | -     | -     | -     | -     | -        |
| 1991       | 巨人       | 27    | 105   | 7     | 1     | 0     | 4     | .991     | 17       | 15       | 2        | .118     | -     | -     | -     | -     | -     | -        |
| 1992       | 巨人       | 5     | 34    | 4     | 0     | 1     | 0     | 1.000    | 5        | 5        | 0        | .000     | -     | -     | -     | -     | -     | -        |
| 1992       | 西武       | 4     | 5     | 1     | 0     | 0     | 0     | 1.000    | 1        | 1        | 0        | .000     | 3     | 4     | 0     | 0     | 0     | 1.000    |
| '92計      | 西武       | 9     | 39    | 5     | 0     | 1     | 0     | 1.000    | 6        | 6        | 0        | .000     | 3     | 4     | 0     | 0     | 0     | 1.000    |
| 1993       | 西武       | 13    | 20    | 1     | 0     | 0     | 1     | 1.000    | 2        | 1        | 1        | .500     | -     | -     | -     | -     | -     | -        |
| 通算：13年 | 通算：13年 | 825   | 4317  | 419   | 45    | 73    | 48    | .991     | 562      | 361      | 201      | .358     | 81    | 101   | 4     | 0     | 2     | 1.000    |

- 太字年はゴールデングラブ賞の受賞

### 表彰
- 最優秀選手：1回 （1982年）
- ベストナイン：2回 （1982年、1989年）
- ゴールデングラブ賞：2回 （1982年、1989年）
- 日本シリーズ優秀選手賞：1回 （1982年）
- カムバック賞 （1989年）
- 報知プロスポーツ大賞：1回 （1982年）
- 加西市民栄誉賞 （1983年）[35] ※受賞者第1号[36]

### 記録
初記録
- 初出場：1981年4月4日、対読売ジャイアンツ1回戦（後楽園球場）、6回表に木俣達彦の代走として出場
- 初先発出場：1981年4月5日、対読売ジャイアンツ2回戦（後楽園球場）、6番・捕手として先発出場
- 初安打：同上、2回表に定岡正二から二塁打
- 初打点：1981年4月8日、対ヤクルトスワローズ2回戦（ナゴヤ球場）、2回裏に西井哲夫から
- 初本塁打：1981年4月21日、対阪神タイガース3回戦（ナゴヤ球場）、7回裏に山本和行から逆転決勝2ラン

節目の記録
- 100本塁打：1990年5月16日、対ヤクルトスワローズ7回戦（平和台球場）、8回裏に金沢次男からソロ　※史上159人目

その他の記録
- オールスターゲーム出場：3回 （1982年、1984年、1989年）

### 背番号
- 9 （1981年 - 1988年）
- 22 （1989年 - 1992年途中）
- 14 （1992年途中 - 1993年）
- 75 （1995年 - 2003年）
- 79 （2004年 - 2006年）

## 関連情報

### 登場作品
- 『ミラクルジャイアンツ童夢くん』（漫画・アニメ、石ノ森章太郎原作） - 声：桜井敏治